# Neil Chriss
Neil A. Chriss é um matemático, professor, gerente de fundo de investimento, filantropo e membro do grêmio fundador da organização "Math for America", que tenciona melhorar a educação matemática nos Estados Unidos. Chriss também foi conselheiro administrativo do Instituto de Estudos Avançados de Princeton.

## Carreira
Chriss aprendeu a programar aos 11 anos de idade. Desenvolveu um jogo de videogame chamado D' Fuse e o vendeu para a Tymac quando era sophomore. O jogo desapareceu rapidamente quando o Commodore 64 com 64 K de memória e gráficos muito melhores apareceu.
Chriss foi para a Universidade de Chicago, onde obteve a graduação em matemática. Trabalhou no Fermilab com Myron Campbell e Bruce Denby; desenvolveu uma rede neural para encontrar jatos de Quark Bottom. Obteve então um mestrado em matemática aplicada no Instituto de Tecnologia da Califórnia.
Chriss estudou matemática pura na Universidade de Chicago, onde trabalhou no Programa Langlands. Obteve um Ph.D. em 1993, com a tese A Geometric Construction of the Iwahori-Hecke Algebra. Com Victor Ginzburg escreveu um livro sobre geometria algébrica e teoria de representação.

## Livros
- Neil A. Chriss (1996). Black–Scholes and Beyond: Option Pricing Models. [S.l.]: McGraw-Hill Professional. ISBN 0-7863-1025-1
- Neil A. Chriss (1997). Black–Scholes and Beyond Interactive Toolkit. [S.l.]: McGraw-Hill Professional. ISBN 0-7863-1140-1
- Neil Chriss and Victor Ginzburg (1997). Representation Theory and Complex Geometry. [S.l.]: Birkhauser Boston. ISBN 0-8176-3792-3